# Florian Johann Deller
Florian Johann Deller, także Teller, Döller, Töller (ochrzcz. 2 maja 1729 w Drosendorfie, zm. 19 kwietnia 1773 w Monachium) – austriacki kompozytor i skrzypek.

## Życiorys
Od 1751 roku był członkiem kapeli książęcej w Stuttgarcie, studiował kontrapunkt i kompozycję u Niccolò Jommellego. W 1769 roku objął po Jommellim funkcję nadwornego kompozytora i kapelmistrza. W 1771 roku przeniósł się do Wiednia, a stamtąd do Monachium. Pisał muzykę do baletów w układzie Jeana-Georges’a Noverre’a, m.in. Orfeo ed Euridice (wyst. Stuttgart 1763). Pisał ponadto opery komiczne, symfonie, koncerty fletowe, sonaty na 2 skrzypiec, wiolonczelę i klawesyn.